# Diecezja Dahuk
Diecezja Dahuk (łac. Dioecesis Amadiensis) – diecezja Kościoła chaldejskiego w Iraku, podlegająca bezpośrednio chaldejskiemu patriarsze Bagdadu. Siedzibą biskupa jest miasto Dahuk, położone w północnej części Iraku, zamieszkałej głównie przez Kurdów. 
Diecezja została erygowana w 1795, zaś w 2013 uległa połączeniu z dotychczasową diecezją Zachu, tworząc diecezję Zachu i Al-Amadijja. W ramach fuzji obu struktur dotychczasowy biskup Al-Amadijji Rabban al-Qas został ordynariuszem nowej diecezji, lecz jego siedzibą stało się miasto Zachu, zaś Al-Amadijja straciła status biskupstwa. 27 czerwca 2020 diecezja Zachu i Amadija została powtórnie podzielona na osobne diecezje. Od tego czasu Amadija jest osobnym biskupstwem.